# Chris Lebeau
Joris Johannes Christiaan «Chris» Lebeau (Ámsterdam, 26 de mayo de 1878 - campo de concentración de Dachau, 2 de abril de 1945) fue un diseñador, pintor y anarquista neerlandés. 

## Biografía
Chris Lebeau era hijo de Jacques Charles Lebeau, maquinista y comerciante, y de Grietje Scholte. Lebeau nació en el sótano de una casa en Ámsterdam, siendo el cuarto y último hijo de una familia de clase trabajadora. El padre de Lebeau era socialista y Lebeau lo acompañó al reparto callejero del portavoz de Derecho para Todos. El 7 de mayo de 1902, Lebeau se casó con Anna M. Leverington, con quien tuvo una hija. Este matrimonio se disolvió el 27 de febrero de 1919. El 7 de mayo de 1932 contrajo matrimonio libre con María Sofía (Sof) Herman. El 12 de noviembre de 1935 se casó con Ilse Ruth Voigt en Londres. Este matrimonio fue disuelto por divorcio el 14 de enero de 1937.
Lebeau comenzó su educación en la Escuela de Artes Aplicadas Quellinus de Ámsterdam de 1892 a 1895, y luego en la Rijksschool voor Kunstnijverheid Amsterdam de 1895 a 1899. En 1904 se convirtió en profesor en la Haarlemse Kunstnijverheidsschool hasta 1914. Sus alumnos incluyeron a Bertha Bake, Johan Briedé, Willem Cordel, Walter van Diedenhoven, Jan Mankes y Emilie van Waveren-Resink.
Lebeau fue un artista muy versátil; realizó diseños en lino para el fabricante de ropa EJF van Dissel en Eindhoven, vidrio para la Glasfabriek Leerdam, fue pintor cerámico en la cerámica Haga en Purmerend y diseñó cerámica para Amphora en Oegstgeest. Además de los diseños de tapices, realizó batik, pintura, dibujo, elaboración de ex-libris y diseño de encuadernaciones y sellos, como la serie de números Vliegende duif conocida entre los filatelistas. También trabajó en escenografías, carteles y programas para el Teatro Verkade de La Haya, al que estuvo asociado durante tres años. Además del batik, trabajó con damasco, diseños gráficos, gráficos libres, decorados de teatro, litografías, dibujos con tiza y pluma, cristalería, vidrieras, pinturas murales, xilografías, esculturas e interiores para teatro. Su trabajo aplicado incluye mantelería, diseños de encuadernación y decoración de libros, carteles, viñetas, calendarios, pancartas, catálogos y diplomas. Otra parte de su obra consiste en paisajes, bodegones y retratos. Realizó, entre otras cosas, escenas murales para la antigua iglesia católica de Leiden (1926-1928) y pinturas murales y vidrieras en el salón de bodas del antiguo ayuntamiento de Prinsenhof (Ámsterdam) (1927).
Lebeau diseñó textiles de damasco para EJF van Dissel & sons. También hizo diseños para las fábricas de alfombras Schellens & Marto de Eindhoven y la fábrica de alfombras 's-Gravenhaagsche Smyrna. 
Lebeau también trabajó como profesor en una escuela de formación profesional nocturna en Jordaan y de 1904 a 1914 en la Escuela de Artes Aplicadas de Haarlem, donde fue, entre otros, profesor de Johan Briedé y una importante fuente de inspiración para los artistas de Haarlem. Ab (Albert) Loots y Jan Mooijman. En 1908 trabajó un tiempo en Amberes y en 1914 pasó seis meses en Indonesia con la compañía de teatro de E. Verkade. El trabajo de Lebeau es predominantemente decorativo.
Lebeau profesaba sus creencias con gran vehemencia. Se definció a sí mismo como un anarcocomunista religioso. En 1904 fue cofundador de la Asociación Holandesa de Artesanía y Arte Industrial (VANK).
Tras la llegada de los nacionalsocialistas al poder en Alemania en 1933, Lebeau contrajo matrimonio de conveniencia con una refugiada judía alemana. En el mismo período tomó bajo su protección como aprendiz a Sixta Heddema. Durante la ocupación, Lebeau y Heddema utilizaron sus conocimientos artísticos para falsificar documentos. El 3 de noviembre de 1943, Lebeau, su esposa y Heddema fueron arrestados por ayudar a judíos neerlandeses. Podría haber sido puesto en libertad si hubiera prometido abstenerse de realizar trabajos ilegales, pero se negó. En Vught, donde había acabado el 24 de febrero de 1944, fue trasladado al campo de concentración de Dachau el 25 de mayo de 1944. Allí murió de agotamiento. El trabajo de su estudio fue guardado por Heddema, que fue puesta en libertad, y a su muerte lo legó a la "Fundación de Bellas Artes hacia 1900", cuya colección de  se encuentra en el Museo Drents en Assen desde la década de 1970.
En 1987 se realizó una retrospectiva de su obra en el Museo Drents de Assen.